# Dacine, Koriukivka
Dacine (în ucraineană Дачне) este un sat în comuna Kozîlivka din raionul Koriukivka, regiunea Cernihiv, Ucraina.

## Demografie
Componența lingvistică a localității Dacine
     Ucraineană (96,79%)
     Rusă (3,21%)
Conform recensământului din 2001, majoritatea populației localității Dacine era vorbitoare de ucraineană (96,79%), existând în minoritate și vorbitori de rusă (3,21%).